# جوانا استورم
جوانا استورم (به انگلیسی: Joanna Storm) یک بازیگر پورنوی دهه ۱۹۸۰ میلادی است.
وی در سال ۲۰۰۹ به عنوان عضوی از تالار مشاهیر ایکس‌آرسی‌او معرفی شد.